# Modisi
Modisi is een plaats en bestuurslaag op het 4de niveau (kelurahan/desa) in de provincie Noord-Sulawesi van Indonesië. Modisi ligt in het onderdistrict (kecamatan) Pinolosian Timur in het oostelijke uiteinde van regentschap Bolaang Mongondow Selatan (Zuid Bolaang Mongondow).

Het dorp heeft een postcode van 95777.
|  |

|  |

|  |

## Referentie
- (en) Resultaten van de volkstelling (2010), Badan Pusat Statistik, Population of Indonesia by village (archive.org)

1. ↑  (id) √ Kode POS Modisi : Pinolosian Timur Bolaang Mongondow Selatan Sulawesi Utara - DirektoriKodePos.com. Gearchiveerd op 4 oktober 2022.